# Louis Adolphe Derriey
Louis-Adolphe Derriey est un homme politique français né le 10 septembre 1803 à Dole (Jura) et décédé à une date inconnue.

## Biographie
Chirurgien aide-major, maire d'Archelange, il est président de la société d'agriculture de Dole et député du Jura, de 1849 à 1851. Il siège à gauche, s'inscrivant dans la mouvance de Victor Considerant.

## Sources
- « Louis Adolphe Derriey », dans Adolphe Robert et Gaston Cougny, Dictionnaire des parlementaires français, Edgar Bourloton, 1889-1891 [détail de l’édition]